# فهرست حمام‌های قدیمی سنندج
- حمام شیشهحمام خان
- حمام خان
- حمام صلاحی
- حمام عبدالخالق
- حمام عمارت آصف

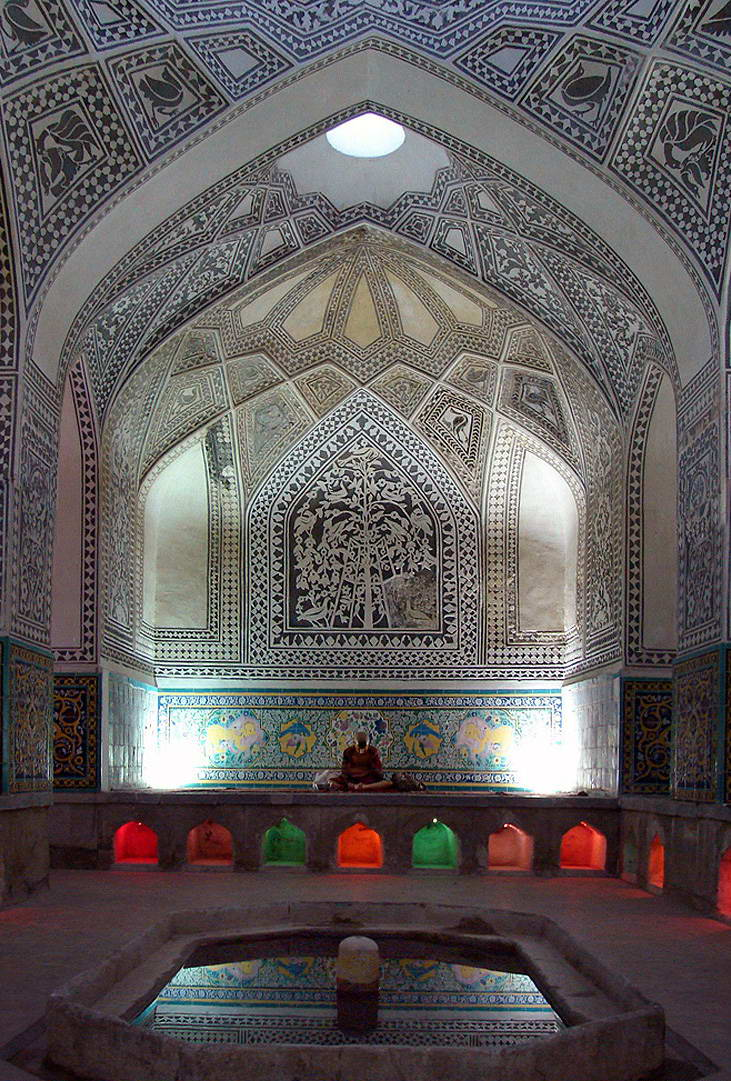
حمام خان

- حمام عمارت ملالطف الله شیخ الاسلام
- حمام وکیل الملک